# 比尔·霍尔
威廉·“比尔”·霍尔（William "Bill" Hall，1979年12月28日—）出生于美国密西西比州内特尔顿，是美国职棒大联盟的外野手。

## 职业生涯

### 密尔瓦基酿酒人
霍尔在1998年大联盟选秀大会上被密尔瓦基酿酒人第六轮选中。2002年9月1日靠着大联盟名额扩编首次登上大联盟，第二天就从芝加哥小熊的乔·波罗斯基手中敲出职业生涯首支全垒打，这也是他在大联盟的首支安打。
2004年起霍尔站稳大联盟的位置。2005年他帮助酿酒人队自1992年以来首次胜率超过五成，这个赛季他击出17支全垒打和62分打点，打击率2成91。
2006年是霍尔职业生涯迄今为止打得最好的一个赛季。母亲节当天，他用粉红色球棒击出再见全垒打，当时他的母亲维吉也在现场。赛后这支球棒在官网上进行拍卖，所得的款项用于资助乳腺癌的研究。酿酒人队的老板马克·阿坦纳西奥用25000美元拍下了这支球棒，此价格在MLB.com拍卖的历史上排名第三位。这个赛季霍尔是球队的头号打者，长打率（.553）、打点（85分）、全垒打（35支）、得分（101分）和垒打数（297）均在全队排名第一。他也因此被评为酿酒人年度最有价值球员。赛季结束后，他还代表大联盟前往日本参加和NPB进行的全明星系列赛。2007年2月5日，霍尔和球队签下了四年2400万美元的合同。
2007年霍尔转守中外野，但在守备上发挥并不理想，出现了全联盟中外野手中最多的9次失误，守备率也是最低的.971。打击方面也较上赛季有所退步，仅有14支全垒打和63分打点进账，7月份时还因伤休整了20天的时间。
2008年霍尔顶替转守左外野的莱恩·布劳恩，回到内野三垒手的位置。打击上霍尔仍然未能找回手感，特别是对右投的打击率极低。5月时球队从3A叫上左打拉塞尔·布兰扬来面对右投。霍尔对此表示失望，他说如果不能保证他连续先发，那么他希望酿酒人将他交易到能每日先发的球队。他的此番言论引得球迷的不满，因此在主场比赛时许多的球迷对他报以嘘声。到了7月份霍尔的打击开始好转，特别是对右投击出几次关键的安打和全垒打。他说他找到了挥击的感觉，并慢慢找回自信，他也感谢队友的支持。不过到了八九月份他的打击又有所回落。整个赛季他的打击率只有2成25，对右投的打击率更是只有1成74。
2009年霍尔持续低迷的状态，7月30日在对华盛顿国民的比赛后被下放至3A的纳什维尔天籁。4天之后他就被叫回大联盟，取代受伤的克里斯·卡普亚诺。8月12日霍尔被球队DFA，结束了长达7年的酿酒人生涯。

### 西雅图水手
2009年8月19日霍尔被交易到西雅图水手。来到水手的第一场比赛便击出两支安打和一分打点。但这种状态未能持续下去，在水手队期间他的打击率仅有2成。

### 波士顿红袜
2010年1月7日，霍尔被送到波士顿红袜，交易凯西·柯区曼和一名小联盟球员。

## 个人生活
除了棒球外，霍尔还喜欢的运动还有高尔夫和台球，另外他还喜欢电子游戏，最喜欢的电影是疤面煞星，最喜欢的音乐类型是嘻哈和节奏布鲁斯，墨西哥的洛斯卡波斯是他最喜欢的度假地点。
他和前队友J·J·哈迪、杰夫·苏潘、克里斯·卡普亞諾曾在CBS的肥皂剧年轻和骚动不安的一族中客串过角色。